# Kolonia Złotki
Kolonia Złotki (prononciation : [kɔˈlɔɲa ˈzwɔtki]) est un village polonais situé dans la gmina de Sadowne dans le powiat de Węgrów et en voïvodie de Mazovie dans le centre-est de la Pologne.

## Histoire
De 1975 à 1998, le village appartenait administrativement à la voïvodie de Siedlce.